# Fantastic Caverns
Fantastic Caverns – jaskinia położona w amerykańskim stanie Missouri, na wyżynie Ozark.
Fantastic Caverns jest łatwo dostępna dla zwiedzających. Jaskinia wykorzystywana jest w celach rozrywkowych.